# Beheira

Guvernementets flagga

Lägeskarta

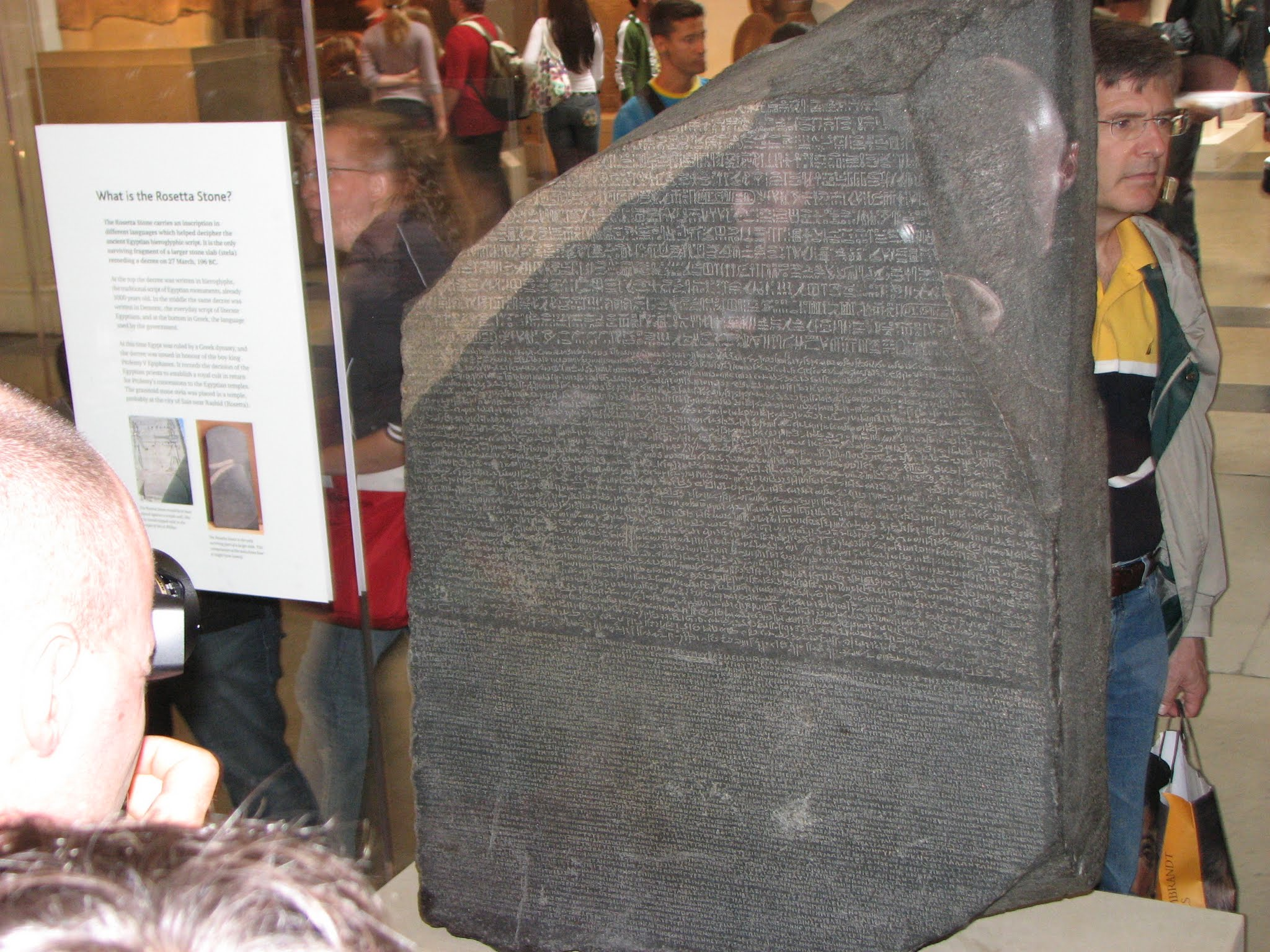
Rosette-stenen

Guvernementet Beheira (arabiska: محافظة البحيرة, Muhafazat al-Buhayra) är ett av Egyptens 27 muhāfazāt (guvernement). Guvernementet ligger i landets norra del (Nedre Egypten) i västra delen av Nildeltat och gränsar mot Medelhavet.

## Geografi
Guvernementet har en yta på cirka 9 826 km²med cirka 6,0 miljoner invånare. Befolkningstätheten är cirka 610 invånare/km².
Fornfyndet Rosettestenen från ptolemeiska riket upptäcktes 1799 i Rosetta som ligger cirka 65 km norr om Damanhūr.

## Förvaltning
Guvernementets ISO 3166-2 kod är EG-BH och huvudort är Damanhur. Guvernementet är ytterligare underdelad i 15 markas (områden) och 3 kism (distrikt).
Andra större städer är Idku, Kafr ad-Dawwar, Madīnat as Sādāt och Rašīd.